# Vesele, Krîvîi Rih
Vesele (în ucraineană Веселе) este localitatea de reședință a comunei Vesele din raionul Krîvîi Rih, regiunea Dnipropetrovsk, Ucraina.

## Demografie
Componența lingvistică a localității Vesele
     Ucraineană (92,24%)
     Rusă (7,65%)
Conform recensământului din 2001, majoritatea populației localității Vesele era vorbitoare de ucraineană (92,24%), existând în minoritate și vorbitori de rusă (7,65%).